# 알타이 FC
알타이 풋볼 클럽(아랍어: نادي الطائي, 영어: Al-Tai Football Club)은 1961년에 창단된 사우디아라비아의 축구 클럽이다. 하일을 연고로 하고 있다.

## 선수 명단

### 현역
참고: FIFA 자격 규정에 따라 소속된 국가대표팀 국기를 표시합니다. 선수는 복수의 FIFA 비회원국 국적을 가지고 있을 수 있습니다.
| 번호 | 포지션 | 국적       | 이름            |
| ---- | ------ | ---------- | --------------- |
| 27   | MF     | 몬테네그로 | 네보사 코소비치 |

| 번호 | 포지션 | 국적 | 이름 |
| ---- | ------ | ---- | ---- |

## 역대 감독
| 감독        | 임기 |
| ----------- | ---- |
| 미렐 러도이 | 2023 |